# Giuseppe Sidoli
Giuseppe Sidoli (Vernasca, 16 aprile 1905 – Tarà Mosovic, 14 dicembre 1938) è stato un militare italiano, insignito della medaglia d'oro al valor militare alla memoria nel corso delle grandi operazioni di polizia coloniale in Africa Orientale Italiana.

## Biografia
Nacque a Vernasca, provincia di Piacenza, il 16 aprile 1905, figlio di Girolamo e Maria Trabucchi. 
Cresciuto all'interno di una modesta famiglia di agricoltori, nell'aprile 1926 fu arruolato nel Regio Esercito per compiere il servizio militare di leva nelle file del battaglione alpini "Exilles" del 3º Reggimento alpini.  Nel settembre 1927 fu posto in congedo e riprese il lavoro dei campi. All'inizio della guerra d'Etiopia chiese di prendere parte alle operazioni belliche come volontario, ma solo nel novembre 1936 la sua domanda fu accolta. Imbarcatosi a Napoli il 7 gennaio 1937 per l'Africa Orientale Italiana, sbarcò a Massaua, Eritrea, otto giorni dopo per essere assegnato al battaglione alpini "Uork Amba" del 10º Reggimento "Granatieri di Savoia". Nelle file della 3ª Compagnia partecipò alle grandi operazioni di polizia coloniale per quasi due anni. Cadde in combattimento a Tarà Mosovic il 14 dicembre 1938, e venne successivamente insignito della medaglia d'oro al valor militare alla memoria.